# Silicon Valley
Das Silicon Valley [ˌsɪlɪkn̩ ˈvæli] (englisch für ‚Silicium-Tal‘) ist geografisch der südliche Teil der San Francisco Bay Area, der Metropolregion um die Städte San Francisco und San José, und wirtschaftlich einer der bedeutendsten Standorte der IT- und Hightech-Industrie weltweit.

## Lage
Das Silicon Valley umfasst das Santa Clara Valley und die südliche Hälfte der Halbinsel von San Francisco und reicht von San Mateo bis nach San José. Sunnyvale liegt ungefähr im Zentrum des Silicon Valley. Die Region Silicon Valley ist ungefähr 100 Kilometer lang und 30 Kilometer breit und umfasst eine Fläche von rund 4000 km². Längs durch das Tal führt in Nord-Süd-Richtung der U.S. Highway 101.

## Bezeichnung
Der Namensteil Silicon („deutsch Silicium“) bezieht sich auf das chemische Element, das den Hauptbestandteil bei der Herstellung von Computerbausteinen (integrierte Schaltkreise) darstellt. Da der größte Teil des Forschungs- und Industriekomplexes mit über 1.000 Unternehmen in der Halbleiter- und Computertechnik im Santa Clara Valley liegt, wählte man als zweiten Namensteil das Tal (englisch valley). Die bereits gelegentlich, vorwiegend von Oststaatlern, für das Santa Clara Valley verwendete Bezeichnung Silicon Valley wurde 1971 als Begriff geprägt, als sie der Technik-Journalist Don C. Hoefler auf Vorschlag des Unternehmers Ralph Vaerst im Titel einer Artikelserie über die Halbleiterindustrie in der Wochenzeitung Electronic News erstmals publizierte.
Die Bezeichnung kann mittlerweile auch auf die umgebenden Gebiete angewendet werden, da viele Unternehmen expandiert haben. Der Name Silicon Valley steht umgangssprachlich auch für die Westküsten-Elektronik- und Computerindustrie der USA unabhängig von ihrem Standort.

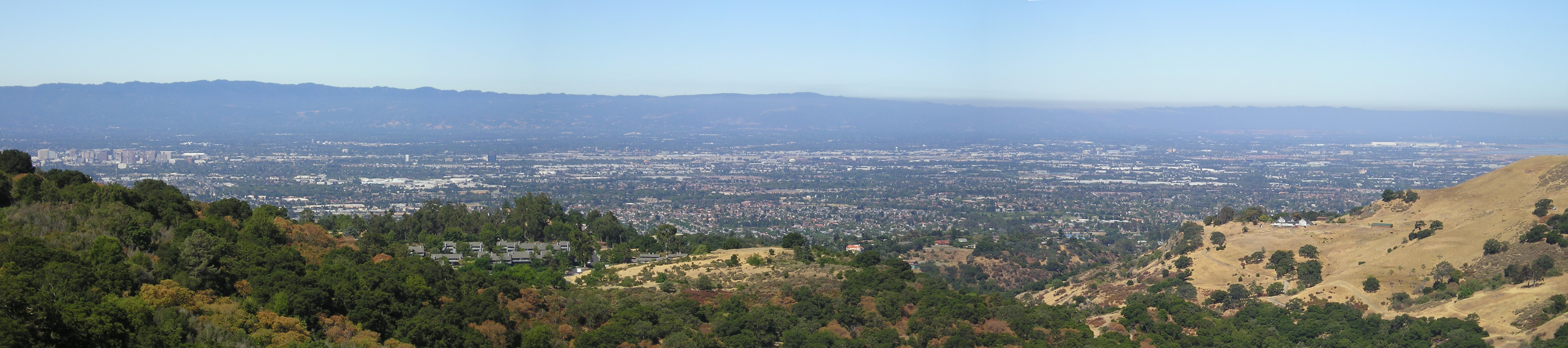
Blick nach Westen über das Silicon Valley vom South Rim Trail bei Alum Rock Park. Downtown San José zur Linken, zur Rechten Mountain View, Sunnyvale und Palo Alto

## Geschichte
Die wirtschaftliche Entwicklung der Region begann 1951 mit der Einrichtung des Stanford Industrial Park, eines Forschungs- und Industriegebiets neben der Stanford University. Nach und nach gründeten ehemalige Mitarbeiter von Elektronikunternehmen sowie Absolventen der Universitäten kleine Unternehmen und entwickelten neue Ideen und Produkte. Mit der Verbreitung der Computertechnik seit den 1960er und 1970er Jahren siedelten sich im Silicon Valley zunehmend Unternehmen der Hochtechnologie an. Im Laufe der Zeit entstanden somit in der Region zahlreiche Unternehmen der IT- und Hightech-Industrie. Zu den bekanntesten gehören Apple, Intel, Google, AMD, SanDisk, Adobe, Symantec, Yahoo, eBay, Nvidia, Hewlett-Packard, Oracle, Cisco, Meta Platforms.
Die Konzentration der Computerindustrie auf das Tal geht hauptsächlich auf zwei Männer zurück, Frederick Terman und William B. Shockley.

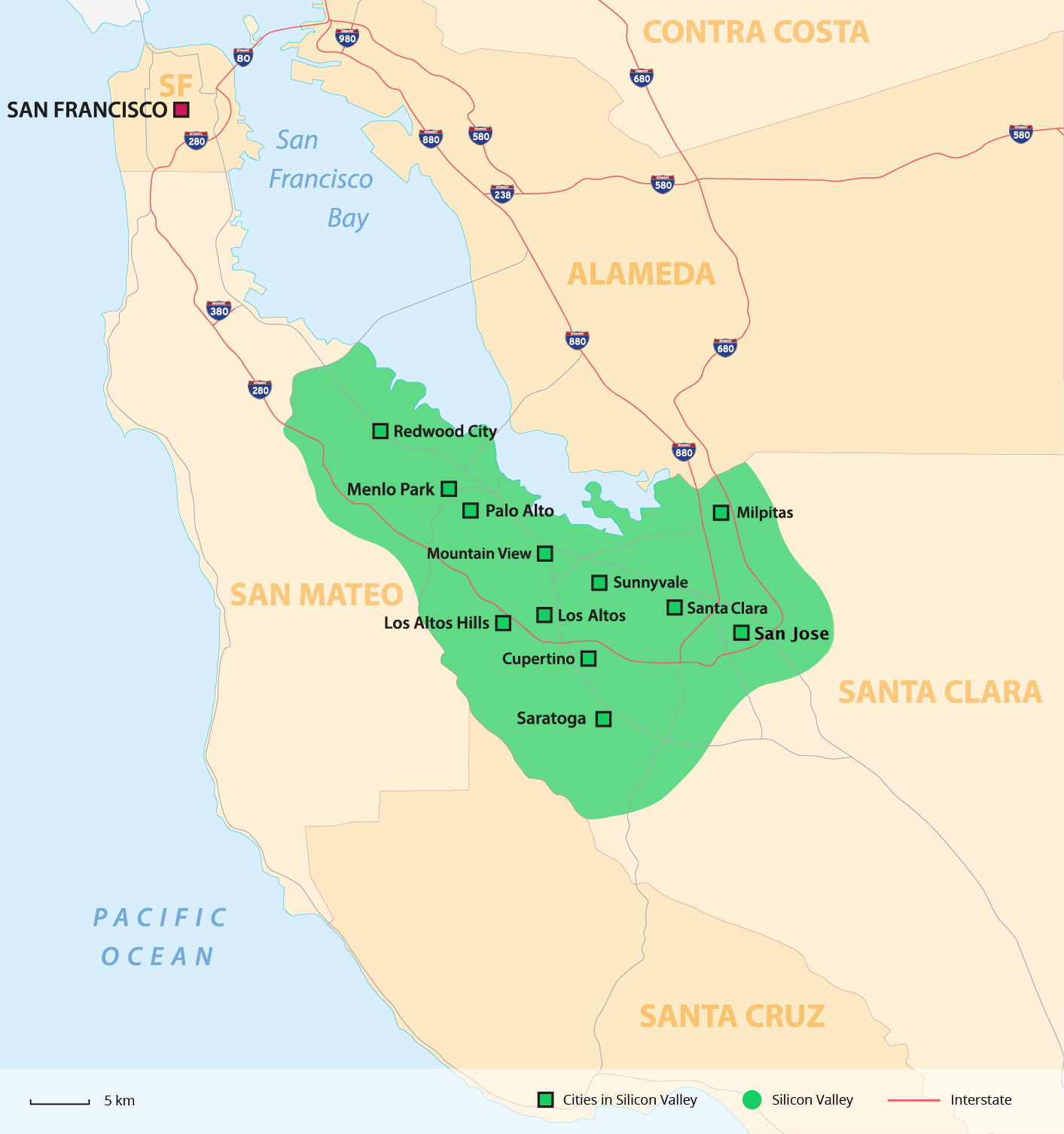
Darstellung des Silicon Valley südlich von San Francisco

Als Grundlage gilt das Moffett Federal Airfield, das im Zweiten Weltkrieg und danach als Naval Air Station der zentrale Militärflugplatz der Region war. Um den Flughafen siedelten sich mehrere Unternehmen der Luftfahrtbranche an, darunter Lockheed. Sie dienten als Sprungbrett für die Hightech-Industrie.
Mit dem beginnenden Kalten Krieg stieg die US-Regierung im großen Stil in die Forschungsförderung ein. Weil Präsident Dwight D. Eisenhower gegenüber großen, zentralisierten Unternehmen kritisch eingestellt war, wurden diese Fördermittel in kleinen Tranchen an einzelne Unternehmen und Universitäten verteilt. Nordkalifornien und die Bay Area waren nur eine von vielen Regionen, die davon profitierten. Allerdings gab es dort bereits Unternehmen der Luftfahrtbranche, sowie auf Mikroelektronik und Kommunikationsgeräte spezialisierte, wie Radar- oder Mikrowellentechnik. Diese Bereiche zeigten sich besonders bedeutend und erfolgreich in der Technologieentwicklung, so dass das Santa Clara County zum größten Empfänger der Forschungsmittel wurde.

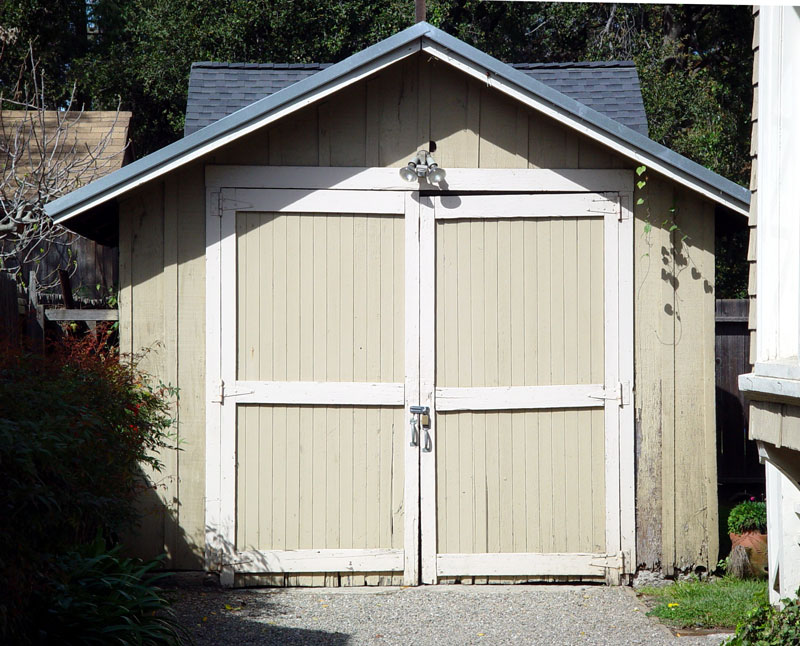
Die Garage in Palo Alto, in der 1939 das Unternehmen Hewlett-Packard seinen Anfang nahm

Frederick Terman, Dekan an der Stanford University, meinte, dass die großen, ungenutzten Flächen Landes, die der Universität gehörten, perfekt für die Ansiedlung von Immobilien und Unternehmen geeignet seien. Er rief ein Programm ins Leben, das Studenten ermutigen sollte, in dem Gebiet zu bleiben, indem er ihnen Kapital zur Verfügung stellte. Bereits 1939 hatte Terman die Studenten William Hewlett und David Packard bei der Gründung eines Elektronikunternehmens unterstützt, das im Zweiten Weltkrieg gute Gewinne erwirtschaftete. Hewlett-Packard sollte zum ersten großen Hightech-Unternehmen in der Umgebung werden, das nicht in direkter Verbindung zur NASA oder der US Navy stand.
1952 wurde das Programm durch die Schaffung des Stanford Industrial Park erneut erweitert. Eine Anzahl kleiner Industriegebäude wurde zu sehr geringen Kosten an Technologieunternehmen vermietet. Das Gelände war bald gut belegt, so dass sich neue Elektronikunternehmen entlang des Freeway 101 in Richtung San Jose ansiedelten. 1954 kam das Honors Cooperative Program dazu, heutzutage bekannt unter dem Namen co-op, welches Vollzeitangestellten der Unternehmen erlaubte, auf Teilzeitbasis an der Universität zu studieren. Mitte der 1950er entwickelte sich die Infrastruktur des späteren Silicon Valley dank Termans Bemühungen hervorragend.
Die Einrichtungen im Stanford Park unterlagen strengen Bauvorschriften. Das neue Industriezentrum neben dem Universitätscampus sollte sauber wirken, keine rauchenden Schlote oder Flüssigkeitstanks durften den Eindruck stören. Diese Bauweise wurde zum Vorbild aller Industrieparks im Silicon Valley.

### Wissenstransfer durch William B. Shockley in das Silicon Valley
Aufgrund dieser Aufbruchsstimmung entschied sich William B. Shockley, der wesentliche Beiträge zur Erfindung des Transistors geleistet hatte und dafür später mit dem Physiknobelpreis ausgezeichnet wurde, in diese Gegend zu ziehen. Er hatte 1955 Bell Laboratories aufgrund persönlicher Differenzen verlassen. Nach der Scheidung von seiner Frau und dem erfolglosen Versuch, bei den etablierten Elektronikkonzernen an der Ostküste Unterstützung zu erlangen, um die Transistortechnologie zur Serienproduktionsreife weiterzuentwickeln, kehrte er zum California Institute of Technology zurück, wo er seinen Bachelor of Science gemacht hatte. 1956 zog er nach Mountain View, um Shockley Semiconductor Laboratory als Teil von Beckman Instruments zu gründen und um näher bei seiner alternden Mutter zu leben.
Dort begann er auf dem heute üblichen Halbleiterwerkstoff Silicium basierende Bipolartransistoren mit drei Lagen zu entwickeln; zu jener Zeit wurden Bipolartransistoren noch aus dem Halbleiter Germanium hergestellt. Weiter entwickelte er spezielle Vierschichtdioden, welche allerdings keine wesentliche Bedeutung erlangten. Die Theorie zu den Vierschichtdioden war vielversprechend, die Herstellung jedoch war bedeutend komplizierter als die herkömmlicher Transistoren. Als das Projekt zu scheitern drohte, wurde Shockley immer paranoider. Er verlangte Lügendetektortests von den Angestellten, veröffentlichte ihre Gehälter und verärgerte seine Mitmenschen. Aufgrund dieser Vorgänge verließen ihn 1957 acht seiner talentiertesten Mitarbeiter; diese „Traitorous Eight“ gründeten Fairchild Semiconductor. Shockley sprach sich auch gegen die Erforschung von Silicium zur Entwicklung der heute üblichen integrierten Schaltkreise aus.

### Gründung von Fairchild-Ablegern
In den nächsten Jahren sollten sich ähnliche Vorgänge wiederholen. Wissenschaftler verloren die Kontrolle über von ihnen gegründete Unternehmen an externe Manager, verließen ihre Unternehmen und gründeten erneut Unternehmen. AMD, Signetics, National Semiconductor, Intel und der Venture Capitalist Kleiner Perkins entstanden alle als solche Gründungen ehemaliger Fairchild-Mitarbeiter.

### Globales Zentrum der Computerbranche
Damit war der Grundstein des heutigen Silicon Valleys gelegt: Die Dichte der Hardware-Unternehmen garantierte Kompetenz für alle weiteren Entwicklungen und dehnte sich mit dem Aufkommen von Standardsoftware in den 1970er Jahren auch auf Software aus. Das Computer History Museum wurde zwar ursprünglich an der Ostküste gegründet, ist aber seit 1996/2003 in Mountain View ansässig und zeigt die Geschichte des Computers und der Region.
Zwischen 1964 und 1984 entstanden im Santa Clara County 203.000 Arbeitsplätze in Industrieunternehmen, 85 % davon in High-Tech-Branchen. Damit war das Silicon Valley einer der bedeutendsten Fertigungsstandorte der Vereinigten Staaten, vergleichbar mit Detroit und Pittsburgh. Wie diese Zentren der Automobilindustrie litt Nordkalifornien ab Mitte der 1980er Jahre unter der Abwanderung von Fertigungsarbeitsplätzen nach Japan. Anders als die Automobilindustrie gelang es den Computer- und Kommunikationsunternehmen jedoch, sich mit Hilfe der Risikokapital-Geber immer wieder neu zu erfinden. Insbesondere konnten sie völlig neue Abnehmer für ihre Produkte erschließen, Computer waren nicht mehr nur bei staatlichen Stellen, dem Militär und in Großunternehmen zu finden, sondern wurden zu unverzichtbaren Werkzeugen jeglicher Betriebe und zogen in Privathaushalte ein.
Die nächste Gründungswelle begann mit der Vernetzung von Computern und der Verbreitung des Internets ab 1993. Der Zusammenbruch der Dotcom-Blase 2000 und 2001 war nur ein zeitweiliger Rückschlag in der Entwicklung, die mit partizipativen Web-2.0-Anwendungen, Mobile Computing und dem ubiquitären Smartphone bis heute weitergeht.
Einhergehend mit der Gründungs- und Innovationskultur des Silicon Valley finden auch die Ideologien ihrer Initiatoren und Financiers vermehrte Beachtung. Beispielhaft ist TESCREAL als Fremdbeschreibung verschiedener, sich überschneidender Weltanschauungen zu nennen.

## Regionale Probleme

### Wohnungsmarkt
Seit 2015 ist das Silicon Valley durch die dort aufkommende Wohnungsnot in die Schlagzeilen geraten. Teilweise konnten sich Mitarbeiter trotz sechsstelligem Jahresverdienst die Mieten nicht leisten. Leilani Farha, die UN-Sonderberichterstatterin für angemessenen Wohnraum, bezeichnete die Zustände im Frühjahr 2018 als „grausam und unmenschlich“. Obwohl im Silicon Valley und San Francisco 74 Milliardäre wohnen, ist das Stadtbild 2018 auch von Obdachlosigkeit geprägt, die außer Kontrolle gerät. In einem UN-Bericht wird San Francisco mit den Slums von Mumbai und Delhi verglichen.

### Umweltauswirkungen

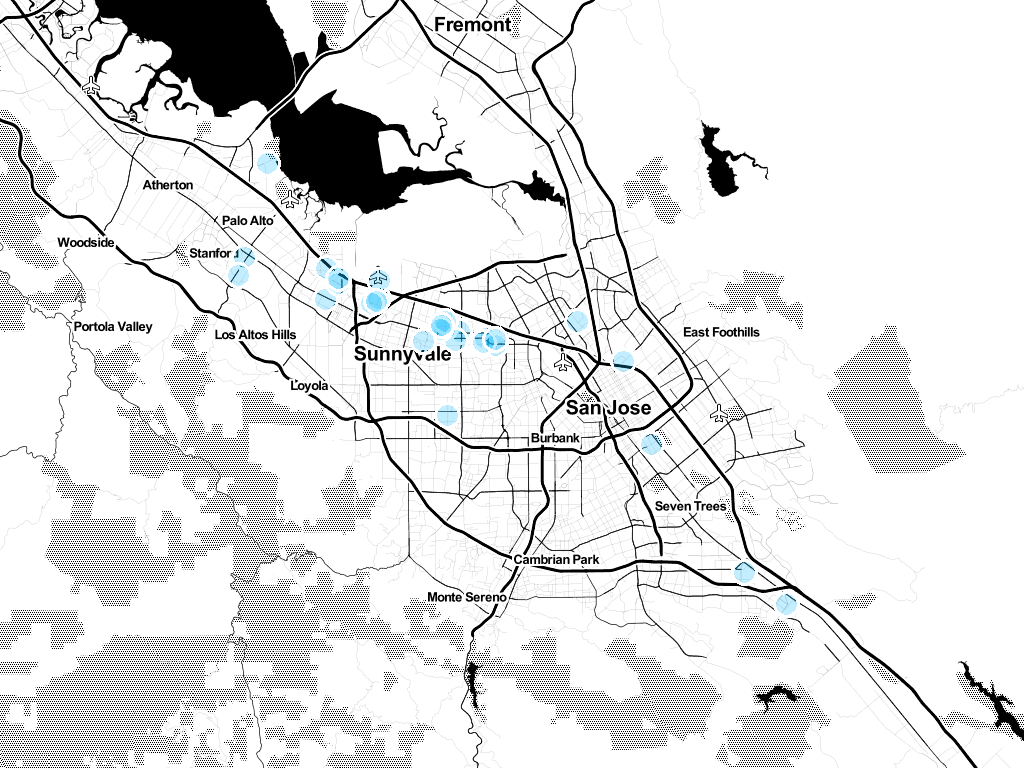
Karte der Altlasten (Superfund Sites) im Silicon Valley

Die erste Generation der Unternehmen im Silicon Valley produzierte vor Ort elektronische Bauteile. Die Herstellung war mit großen Umweltrisiken verbunden; insbesondere bei der Produktion von Leiterplatten wurde mit großen Mengen an ätzenden Materialien und Flüssigkeiten sowie besonders aggressiven Lösungsmitteln umgegangen. 1981 fiel auf, dass die wegen der Bauvorschriften unterirdisch angelegten Tanks von Fairchild Semiconductor und IBM offenbar seit Jahrzehnten undicht waren, den Boden verseuchten und das Grundwasser gefährdeten. Weitere Untersuchungen ergaben ähnliche Belastungen bei Advanced Micro Devices und anderen. Bis 2004 wurde ermittelt, dass 75 von 96 Tanks, zum Teil von längst aufgegebenen Betrieben, im Erdboden verblieben, leckten und das Wasser gefährdeten. Die Environmental Protection Agency erklärte die Standorte zu Gefahrengebieten und nahm sie in ihre Liste der mit größtem Vorrang zu sanierenden Altlasten auf, dem Superfund (‚Entschädigungsfonds für Umweltschäden‘). Santa Clara County ist das County in den USA mit den meisten Superfund sites. 2019 waren das noch 23 aktive Orte, deren Sanierung läuft oder bevorsteht.
Die Technologiekonzerne sanieren ihre Grundstücke zum Teil in Eigenregie unter Überwachung durch die EPA. Sie investieren erhebliche Summen und erreichen die Umweltziele. 2013 wurde die Gefahr der Grundwassergefährdung aufgehoben, die Böden müssen weiterhin saniert werden. Einige betroffene Unternehmen entwickelten dabei neue Methoden für die Sanierung von Böden und Grundwasser, die inzwischen auch an anderen Orten eingesetzt werden. 2012 und 2013 drangen toxische Gase aus dem Boden unter dem ehemaligen Fairchild-Gelände in Gebäude des heutigen Nutzers Google ein und überschritten die Grenzwerte. Eine Gesundheitsgefahr wurde verneint, die Behebung der Ursachen dauerte aber jeweils mehrere Wochen. Die Sanierung aller Superfund sites wird nach Angaben der EPA noch mehrere Jahrzehnte dauern.

## Unternehmen des Silicon Valley

### Wichtige Unternehmen

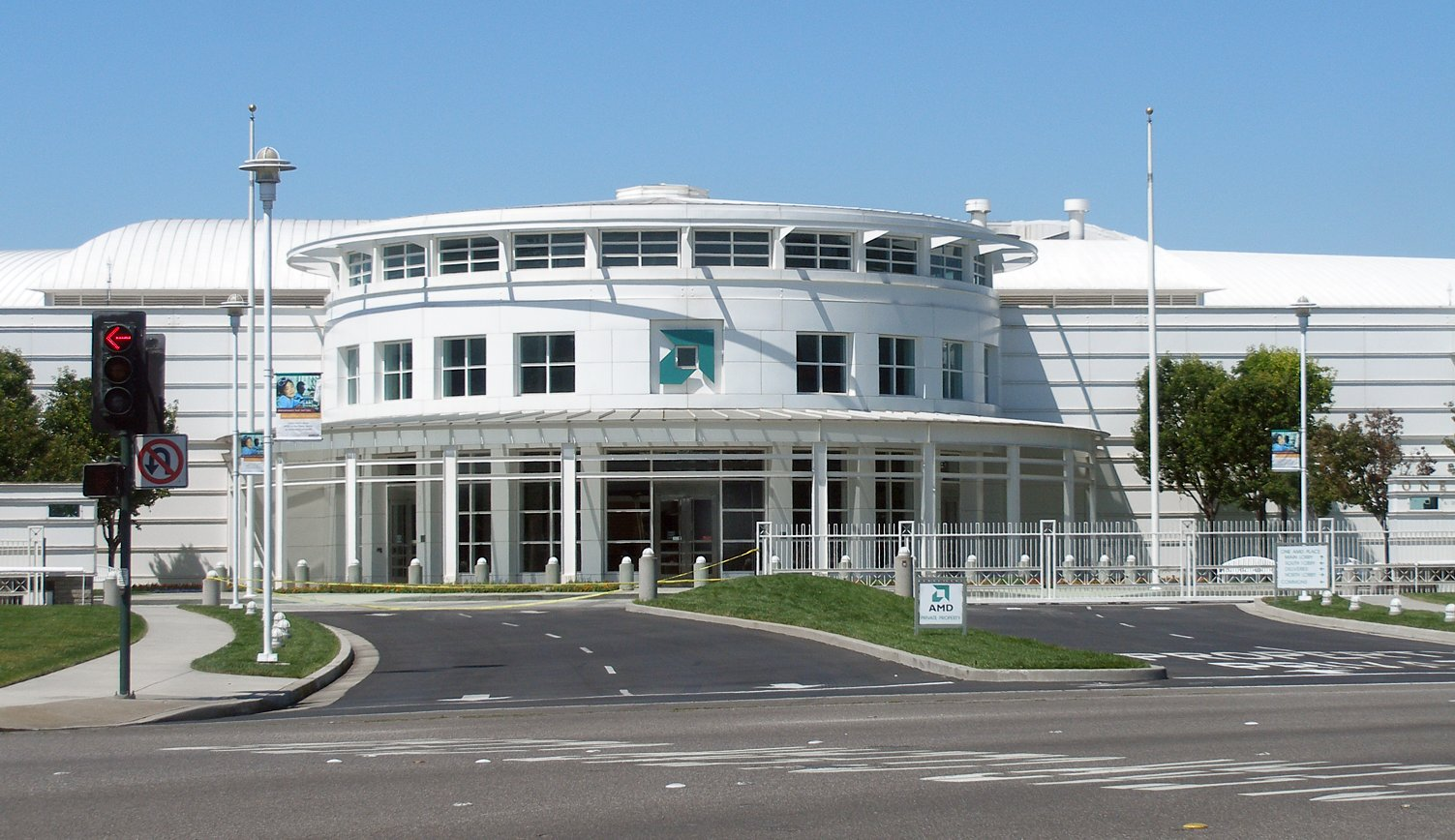
AMD

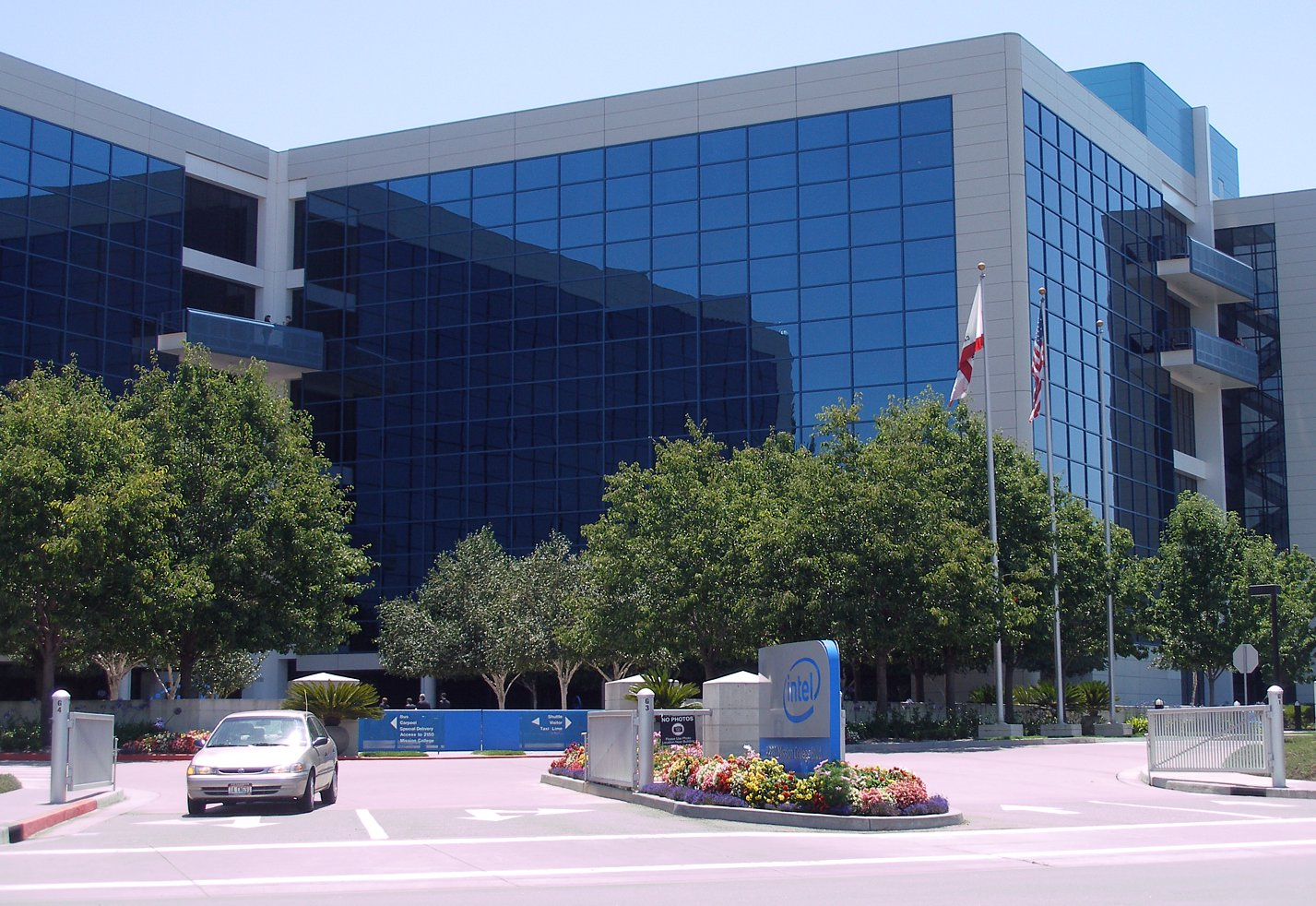
Intel

Tausende Technologieunternehmen befinden sich im Silicon Valley. Die wichtigsten sind (in alphabetischer Reihenfolge):
- AMD
- Apple
- Applied Materials
- Cisco Systems
- Hewlett-Packard (HP)
- Intel
- Juniper Networks
- Maxim Integrated Products (übernommen von Analog Devices)
- National Semiconductor (übernommen von Texas Instruments)
- NetApp
- Nvidia

Software-Unternehmen:
- Adobe Inc.
- Alphabet (Google)
- eBay
- Electronic Arts (EA)
- Meta Platforms (Facebook)

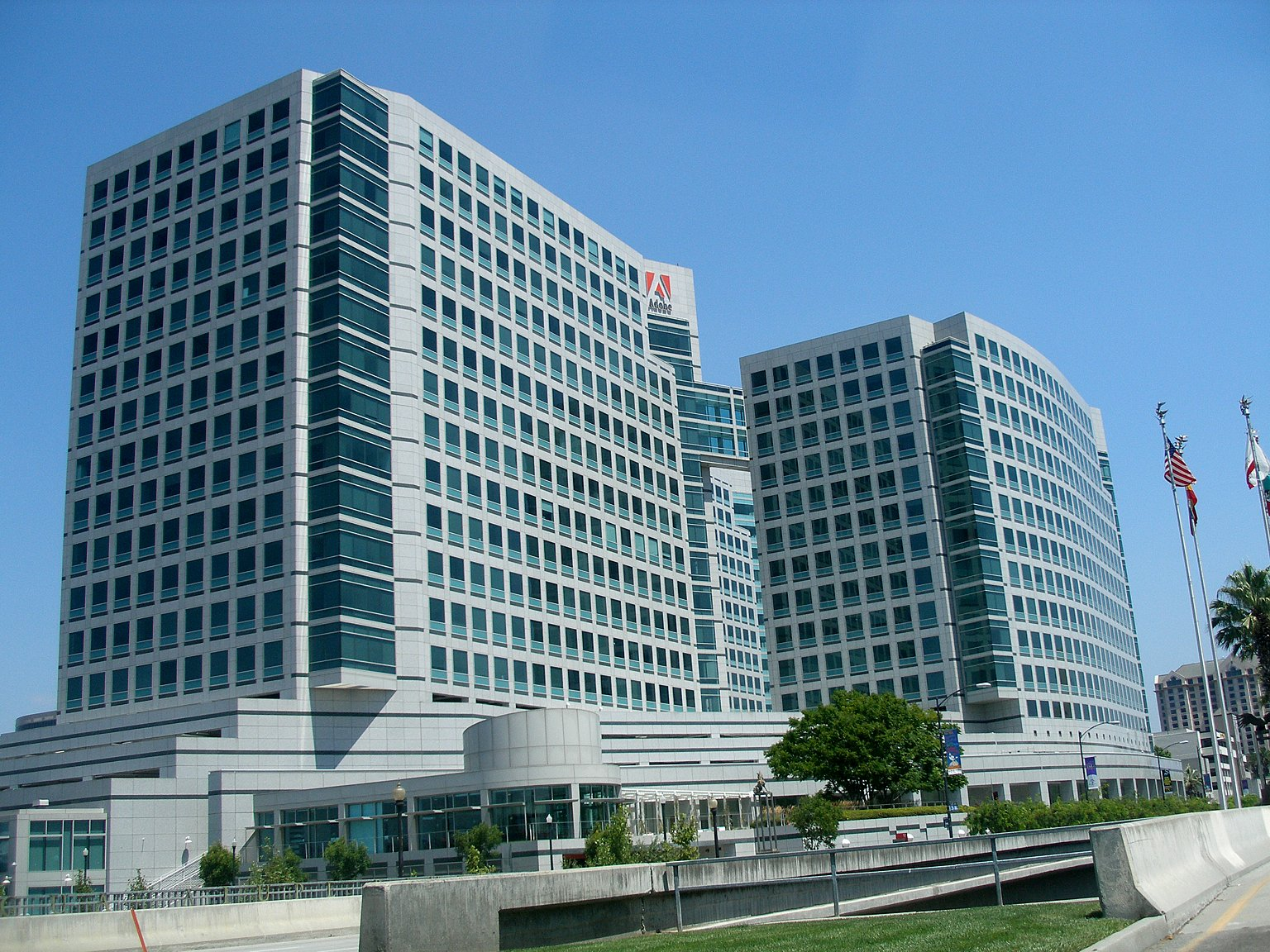
Adobe Inc.

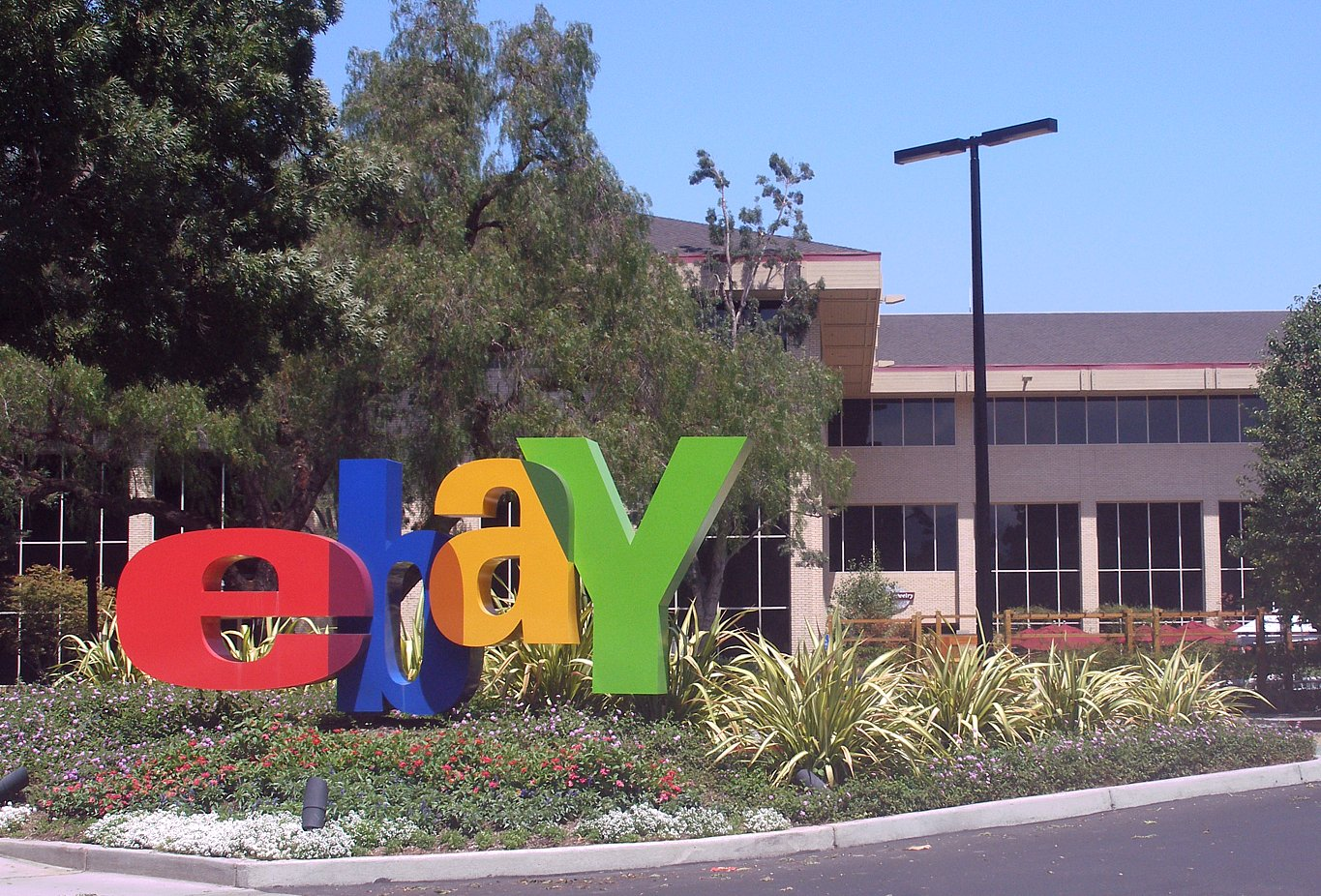
eBay

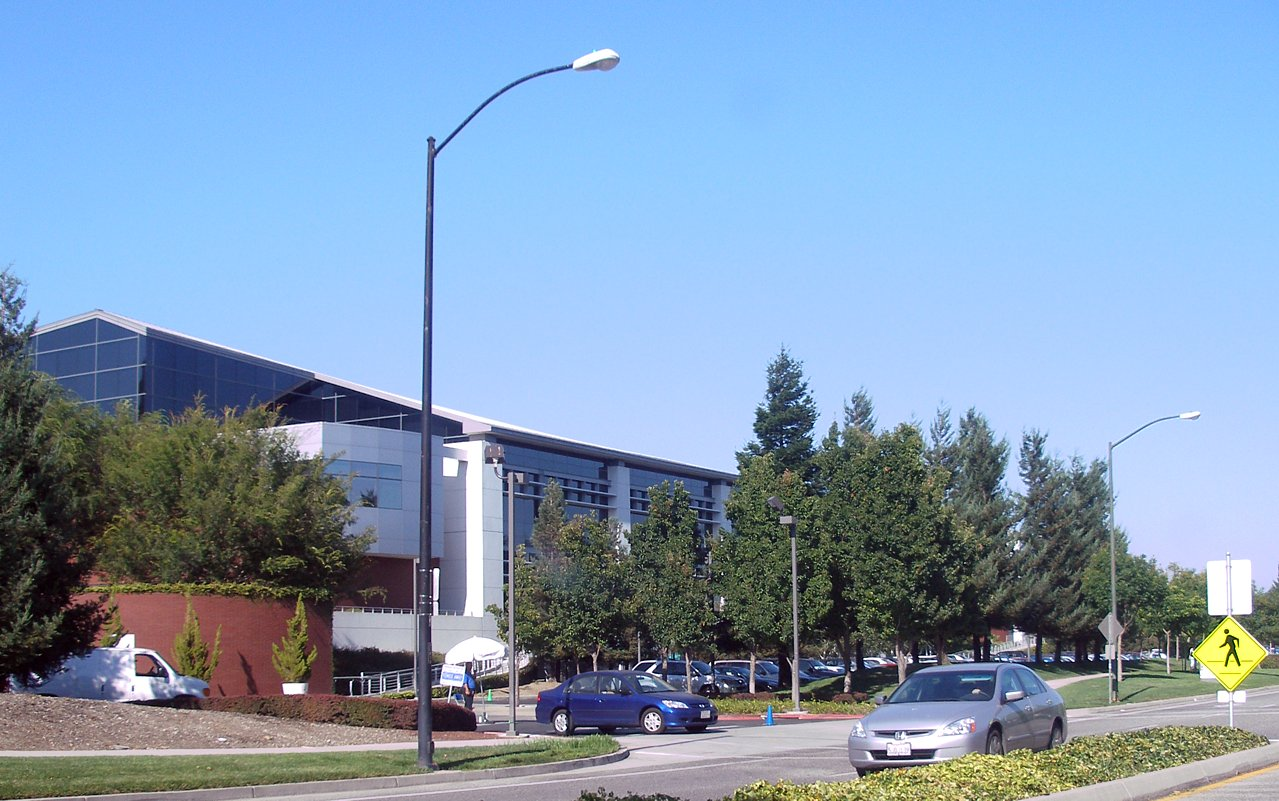
Google

- OnLive (aufgekauft von Sony Computer Entertainment)
- Oracle Corporation
- Symantec
- Salesforce
- VMware
- WhatsApp (Teil von Facebook/Meta)
- Yahoo

Weitere internationale Unternehmen haben dort Niederlassungen errichtet:
- ABB[15]
- Citrix Systems
- Deutsche Telekom Laboratories
- Daimler AG
- Ericsson
- Fujitsu
- IBM
- Infineon
- Microsoft
- Netflix
- Nokia
- Philips
- SanDisk
- SAP
- Sharp
- Siemens
- Sony
- Trend Micro
- Volkswagen Electronics Research Laboratory

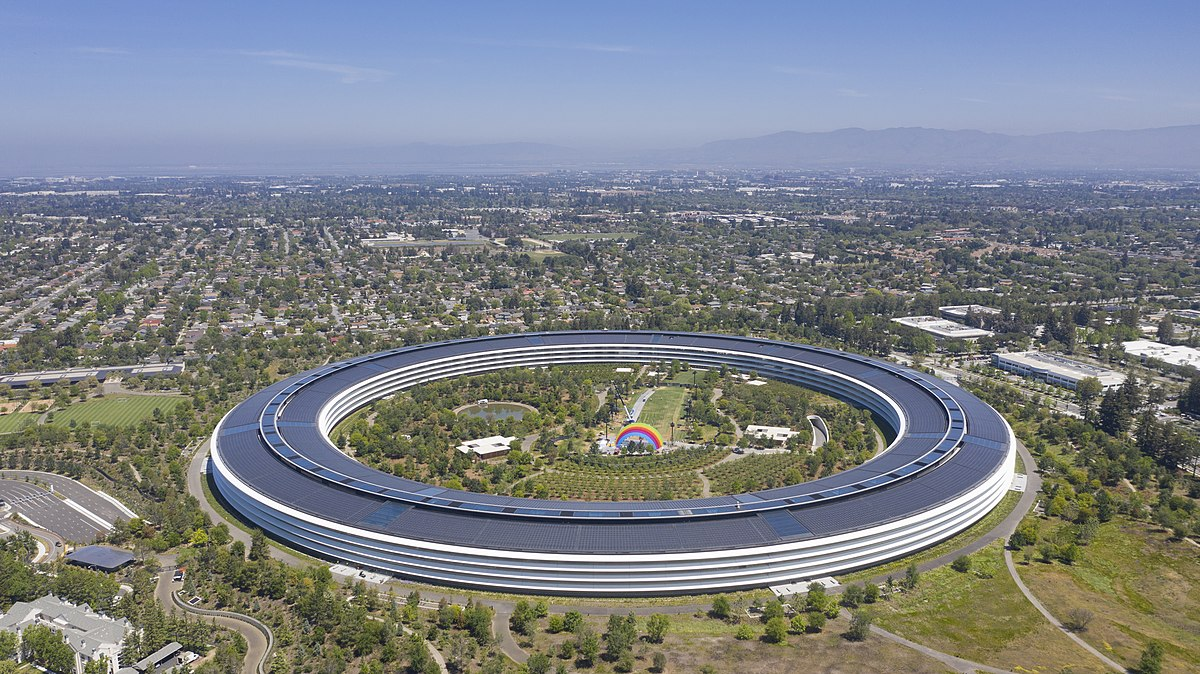
Apple

### Universitäten und Hochschulen
- San José State University
- Stanford University
- Santa Clara University
- John F. Kennedy University Campbell Campus
- Hult International Business School
- Carnegie Mellon University (Silicon Valley campus)
- Golden Gate University Silicon Valley Campus
- Silicon Valley University
- University of Phoenix San Jose Campus
- University of San Francisco South Bay Campus
- Lincoln Law School of San Jose
- University of Silicon Valley Law School
- San Jose City College
- Menlo College
- Evergreen Valley College
- Foothill College
- De Anza College
- Chabot College
- Peralta Colleges
- Mission College
- West Valley College
- National Hispanic University
- Notre Dame de Namur University
- Ohlone College
- Cogswell Polytechnical College
- The Art Institute of California – Sunnyvale
- German International School of Silicon Valley

### Forschungseinrichtungen
- NASA Ames, Moffett Field
- Mental Research Institute, Palo Alto
- Xerox PARC
- SLAC / LCLS, Menlo Park

### Städte

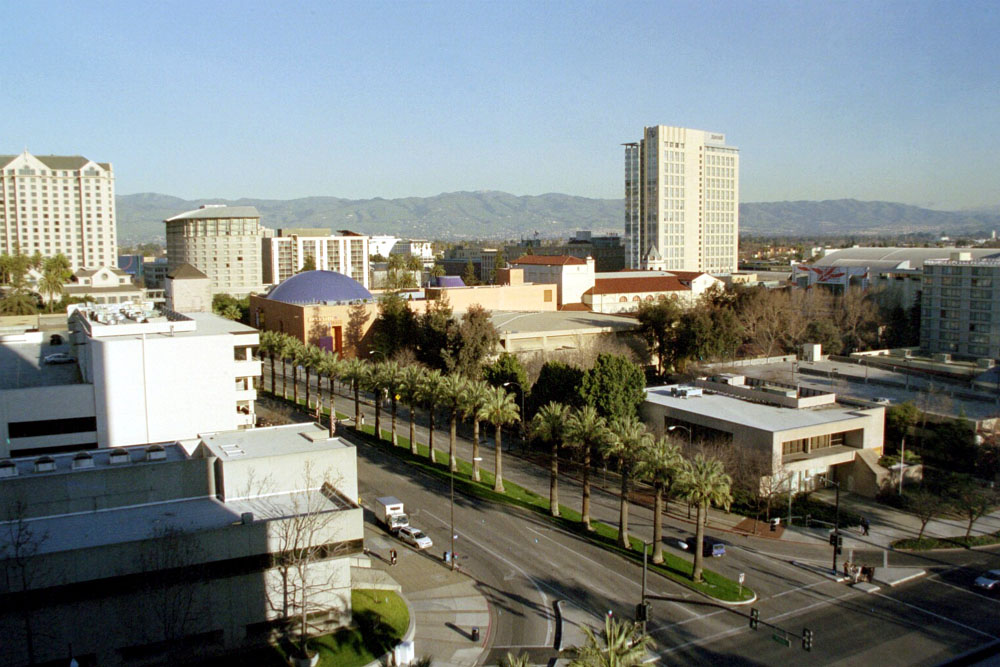
Downtown San José

Folgende Städte befinden sich im Silicon Valley (in alphabetischer Reihenfolge):
- Cupertino
- Los Altos
- Los Gatos
- Menlo Park
- Mountain View
- Milpitas
- Palo Alto
- Redwood City
- San José
- Santa Clara
- Saratoga
- Sunnyvale

## Vergleich von führenden IT-Clustern weltweit
Wissenschaftler der TU Darmstadt verglichen in einer Studie 2009 die Region auf einem Weltniveau, darunter IT-Cluster wie das IT-Cluster Rhein-Main-Neckar (Deutschland), Oulu (Finnland), Bengaluru (Indien) und das Silicon Valley.
| Standort             | Hauptgeschäftsfeld | Fläche   | Einwohner | Beschäftigte | Unternehmen | Umsatz / USD |
| -------------------- | ------------------ | -------- | --------- | ------------ | ----------- | ------------ |
| Silicon Valley (USA) | Soft- & Hardware   | 4000 km² | 2,3 Mio.  | 500.000      | 7000        | 180 Mrd.     |
| Rhein Main Neckar    | Business Software  | 5000 km² | 7,6 Mio.  | 080.000      | 8000        | 042 Mrd.     |
| Bengaluru (Indien)   | Software           | 0500 km² | 5,0 Mio.  | 080.000      | 1500        | 02 Mrd.      |
| Oulu (Finnland)      | Telekommunikation  | 0400 km² | 0,13 Mio. | 018.000      | 0800        | 05 Mrd.      |

### Imitatoren
In der Hoffnung, an den Erfolg des Silicon Valley anzuknüpfen, haben weltweit viele Regionen strategisch Hightech-Standorte entwickelt, um entsprechende Unternehmen anzulocken. Häufig werden im inoffiziellen Namen der Region „Silicon“ oder „Valley“ geführt, um eine Verbindung zum Original herzustellen. Einige der Namen wurden von öffentlichen Institutionen aus Marketing-Gründen eingeführt, andere wiederum wurden durch die Medien bzw. die Öffentlichkeit geprägt.

#### Europa
- IT-Cluster Rhein-Main-Neckar – Die Region um Frankfurt am Main, Darmstadt, Mannheim, Karlsruhe und Heidelberg, Deutschland, auch bezeichnet als „Silicon Valley Europas“, da sich in der Region der größte Software-Cluster Europas gebildet hat.[17]
- WISTA – Berlin, Deutschland (größter Technologiepark Europas); die Stadt Berlin auch synonym als „Silicon Allee“
- IT-Lagune[18] – Stralsund-Greifswald und die Region Vorpommern, IT-Cluster zwischen Hamburg und Berlin mit Fokus auf die Lebensqualität der Ostseeregion
- BioCon Valley, Deutschland – Initiative zur Förderung von Forschung und Entwicklung im Bereich Life Science in Mecklenburg-Vorpommern[19]

- Isar Valley – München, Deutschland
- it’s OWL – Intelligente technische Systeme Ostwestfalen-Lippe, Deutschland
- Silicon Saxony – Die Region um Dresden in Sachsen, Deutschland
- Solar Valley – Thalheim, Deutschland
- Münsterland Valley – Die Region um Ahaus und Borken im Kreis Borken, Deutschland
- Sophia Antipolis – Region Côte d’Azur, Nizza, Frankreich
- Medical Valley – Die Region um Erlangen in Bayern, Deutschland
- Silicon Woods – Kaiserslautern in Rheinland-Pfalz, Deutschland
- CFK Valley – Stade, Deutschland
- Measurement Valley – Göttingen, Deutschland
- Cyber Valley – Tübingen, Deutschland
- Silicon Alps – Kärnten, Österreich
- Biotech Valley – Basel, Schweiz
- Nanotech Valley – Neuchâtel-Lausanne, Schweiz
- Inovallée (ehemals ZIRST) – Rhône-Alpes, Frankreich
- Etna Valley – Catania, Italien
- Silicon Sentier – Frankreich
- Silicon Glen – Schottland
- Silicon Fen – Cambridge, Großbritannien
- AREA Science Park, Triest, Italien – größter italienischer technologisch wissenschaftlicher Park von internationaler Bedeutung[20]
- Silicon Austria – Förderinitiative für Forschung für Elektronik- und Mikroelektronik, Österreich[21]
- Crypto Valley – Die Region Zürich-Zug, Schweiz[22]

#### Amerika
- Brasilianisches Silicon Valley – Campinas, Brasilien
- Mexikanisches Silicon Valley – Jalisco, Mexiko
- Silicon Alley – New York, USA
- Route 128 – Massachusetts, USA (bekannt als das „Silicon Valley der amerikanischen Ostküste“)
- Silicon Forest – Portland, Oregon, USA
- Silicon Prairie – Die jeweiligen Regionen um Schaumburg (Illinois), Dallas und Ames (Iowa), USA
- Silicon Hills – Austin, USA
- Silicon Valley North – Kanata (Ottawa), Kanada
- Silicon Beach – Westside, USA

#### Asien
- Indisches Silicon Valley – Bengaluru, Indien
- Silicon Oasis – Dubai, Vereinigte Arabische Emirate
- Silicon Wadi – Haifa, Tel Aviv, Israel

#### Afrika
- Silicon Savannah – Nairobi, Kenia